# Paradocus
Paradocus – rodzaj chrząszczy z rodziny kózkowatych. 

## Zasięg występowania
Przedstawiciele tego rodzaju występują w Afryce od Demokratycznej Republiki Konga i Kenii na płn. po Angolę i Zimbabwe na płd.

## Systematyka
Do Paradocus należy 6 gatunków:
- Paradocus albithorax
- Paradocus albovittatus
- Paradocus griseovittatus
- Paradocus kenyensis
- Paradocus maculicollis
- Paradocus multifasciculatus